# Joseph Obanyi Sagwe
Joseph Obanyt Sagwe (ur. 1967 w Kebiro) – kenijski duchowny rzymskokatolicki, od 2015 biskup Kakamega.

## Życiorys
Święcenia prezbiteratu przyjął 25 października 1996 i został inkardynowany do diecezji Kisii. Po święceniach pracował jako wikariusz parafialny oraz jako koordynator duszpasterstwa diecezjalnego. W latach 1999–2004 studiował w Rzymie, a po powrocie do kraju objął funkcje proboszcza katedry (w 2004) oraz wikariusza generalnego diecezji (w 2005).
5 grudnia 2014 otrzymał nominację na biskupa diecezji Kakamega. Sakry biskupiej udzielił mu 7 marca 2015 jego poprzednik, bp Philip Sulumeti.